# Nemesio Fernández-Cuesta Illana
Nemesio Fernández-Cuesta Illana (Madrid, 24 de mayo de 1928 - ibídem, 12 de mayo de 2009) fue un político franquista (fue subsecretario de Comercio entre 1969 y 1973 y ministro del mismo ramo en 1974-1975), economista y empresario español. 

## Biografía
Estudió en el Colegio del Pilar de Madrid y en el Instituto Peñaflorida en San Sebastián, donde residió con su familia durante la guerra civil española. Con 16 años ya escribía crónicas deportivas para Marca, que dirigía su tío Manuel. Casado con María Victoria Luca de Tena, hija de Juan Ignacio, marqués de Luca de Tena, tuvo diez hijos. Es padre de Nemesio Fernández-Cuesta Luca de Tena. Falleció en Madrid la madrugada del 12 de mayo de 2009.

## Trayectoria
En 1949 entró a formar parte del Banco Exterior de España, del que sería subdirector general. Desde 1963 hasta 1969 fue columnista asiduo en la sección económica del diario ABC, de la que fue jefe. En 1968 fue designado asesor de la delegación española en la XXIII Asamblea General de las Naciones Unidas.
Entre 1969 y 1973, Fernández-Cuesta ejerció en el cargo de subsecretario de Comercio. Terminado su mandato, ejerció durante seis meses como subgobernador del Banco de España.
En enero de 1974 fue nombrado ministro de Comercio, en el penúltimo gobierno de Franco, presidido por Carlos Arias Navarro y que contaba con ministros como Pedro Cortina Mauri, Cruz Martínez Esteruelas, Antonio Barrera de Irimo, Pío Cabanillas, Gabriel Pita da Veiga, José Utrera Molina y Licinio de la Fuente, que conformaron un gobierno caracterizado por un relativo aperturismo en relación con los derechos civiles y libertades políticas que siguieron siendo conculcados. En 1975 cesa y retorna al Banco Exterior de España en donde prestó servicios durante veinte años.
En octubre de 1975 fue nombrado consejero-delegado de Prensa Española, S.A. (hoy grupo Vocento) y, en marzo de 1976, fue nombrado presidente de Petronor.
En diciembre de 1994 se presentó a las elecciones a Presidente del Real Madrid en la candidatura de Ramón Mendoza. Dentro de esta candidatura, Fernández Cuesta fue elegido como Vicepresidente para Asuntos Sociales del Real Madrid, cargo que ocupó hasta noviembre de 1995.

### Distinciones
Nemesio Fernández-Cuesta estuvo en posesión de la Gran Cruz de la Orden de Carlos III, de la Gran Cruz de la Orden del Mérito Civil y de la Gran Cruz de la Orden de Isabel la Católica.